# Hitman (manga)
Hitman là một manga Nhật Bản của Seo Kouji bắt đầu được đăng mỗi kì trên Weekly Shonen Magazine (Kodansha) từ số 29 năm 2008 đến số 12 năm 2021.

## Tổng quát
Đây là bộ manga thứ năm của Seo Kouji được đăng mỗi kì trên Weekly Shonen Magazine của Kodansha.
Khắc hoạ tình dục đã trở nên rõ ràng, trong số 41 năm 2019 "làm lại tập một mà toàn bộ các nhân vật đều khoả thân".
Trong cuộc phỏng vấn tại thời điểm đăng mỗi kì, tác giả Seo Kouji đã tiết lộ "đó là sự hư cấu dựa trên những kinh nghiệm thực tế". Ngoài ra, trong cuộc phỏng vấn khác ông ấy cho biết "tôi muốn miêu tả tình yêu người lớn trong tác phẩm này".
Tác phẩm tiếp theo "Megami no Cafe Terrace" bắt đầu đăng mỗi kì và đăng tải đồng thời với tập cuối của "Hitman" kể từ lần đầu tiên giống "Fuuka".

## Tóm tắt
Nhân vật chính, Kenzaki Ryuunosuke đã nhận được yêu cầu thử việc cho ban biên tập của Weekly Shonen Magazine. Tại địa điểm trước buổi phỏng vấn thử việc, Kenzaki vô tình đọc được tập name của Takanashi Tsubasa, người sau đó đã đột ngột quyết định ngừng thử việc và trở thành mangaka khi cô biết rằng manga của mình được Kenzaki khen ngợi rất hấp dẫn. Ấn bản 20 trang mỗi tuần về biên tập viên mới và hoạ sĩ manga mới trở thành cộng sự trong cuộc gặp gỡ định mệnh đã bắt đầu.

## Nhân vật

### Kodansha

#### Ban biên tập Weekly Shonen Magazine
Kenzaki Ryuunosuke (剣埼 龍之介)
Shikishima Rena (敷島 怜奈)
Asama Hiroto (浅間 大翔)
Nakata Taishi (仲田 帝士)
Otoguro Kazuhiko (乙黒 和彦)
Natsume Akira (夏目 晶)
Yamashiro Rentarou (山城 廉太郎)
Houjou Shinji (北条 伸時)
Yagami Kazutake (八神 千虎)
Natori Kenji (名取 賢治)
Watanuki Miyabi (綿貫 雅)
Fushimi Naoki (伏見 直樹)

#### Ban biên tập ViVi
Kawauchi Mio (川内 美緒)
Wakatsuki Aiko (若月 藍子)

#### Bộ phận Rights
Tateishi Kensuke (立石 謙介)

### Tác giả

#### Kenzaki phụ trách
Takanashi Tsubasa (小鳥遊 翼)
Shimakaze Nanoka (島風 奈佳)
Amaya Shiori (天谷 栞)
Kasuga Kiyotatsu (春日 清辰)
Jeanne-Luise Michelle (ジャンヌ=ルイーゼ・ミシェル)

#### Shikishima phụ trách
Kyougoku Kaoru (京極 薫)

#### Yagami phụ trách
Katsuragi Masato (桂木マサト)

### Người trong giới
Otowa Akifumi (音羽 明文)
Tateyama Kiyoteru (盾山 清輝)
Nanao Yukako (七尾 有果子)
Tsurumi Sakinojou (鶴見 咲ノ丈)
Aizawa Jin (會澤 仁)
Kikuchi Tamami (菊地 珠美)
Kuri (九里)
Jinguuji Wakaba (神宮寺 若葉)
Furutaka Mayu (古鷹 麻由)

### Người thân
Kenzaki Akiko (剣埼 秋子)
Mẹ của Tsubasa (tên tạm thời)

### Khác
Chủ quán bar (tên tạm thời)
Yasu, Nobu, Shiro

### Tác phẩm trước

#### Suzuka
Xem thêm nhân vật của Suzuka.
Akitsuki Yamato (秋月 大和)
Akitsuki Suzuka (秋月 涼風)
Sakurai Honoka (桜井 萌果)
Fujikawa Miho (藤川 美穂)

#### Kimi no Iru Machi
Xem thêm nhân vật của Kimi no Iru Machi.
Kirishima Haruto (桐島 青大)
Kirishima Yuzuki (桐島 柚希)
Mishima Asuka (御島 明日香)
Hoshina Miyu (保科 美友)
Eba Rin (枝葉 懍)

#### Fuuka
Xem thêm nhân vật của Fuuka.
Haruna Yuu (榛名 優)
Akitsuki Fuuka (秋月 風夏)
Aoi Fuuka (碧井 風夏)
Amaya Saori (天谷 早織)
Nishibe Makoto (西辺 誠)
HEDGEHOGS (ヘッジホッグス)
Hinashi Koyuki (氷無 小雪)

## Tác phẩm

### Takanashi Tsubasa
Love Letter
Mishima Asuka Monogatari
Blue Wells Monogatari

### Shimakaze Nanoka
Shakunetsu no Kijin
KING'S KNIGHT

### Amaya Shiori
LOVE Smash!!
Kirigakure-san wa Shinobanai!
Bari Uma Shokudou Kirishima!!
Sarutobi-san mo Shinobanai!

### Kasuga Kiyotatsu
Shining Wizard
WILD HUNTERS

### Jeanne-Luise Michelle
Orléans no Otome

### Katsuragi Masato
Travelling
Touch-up

## Thông tin
- Hitman / Seo Kouji

Kodansha <Kodansha Comics> (ấn hiệu)
Tổng 13 tập

### Danh sách tập
| - #1 剣埼龍之介 - #2 船と灯台 - #3 指導社員 - #4 天性の嗅覚 | - #5 考えて描く - #6 週刊少年マガジン編集部 - #7 新人賞授賞式 |

| - #8 過去と誓い - #9 同期の関係 - #10 アトヒキ - #11 読者アンケート - #12 恩返し | - #13 大切な商品 - #14 ラブコメなら... - #15 日本一の夢 - #16 青天の霹靂 - #17 3つの理由 |

| - #18 反撃の矢 - #19 直談判 - #20 島風奈佳 - #21 ずるいですよ - #22 ヒット祈願 | - #23 覚悟と決断 - #24 焼き肉の乱 - #25 そんなやり方 - #26 夏目の真意 - #27 魂を込めて |

| - #28 天下分け目 - #29 サブヒロイン - #30 編集者の評価 - #31 結果と孤立 - #32 翼の悩み | - #33 取材と火種 - #34 責任を負うこと - #35 偶然と交渉術 - #36 明日香の大恋愛 - #37 自分の言葉で |

| - #38 ネットの感想 - #39 ファンの想い - #40 敷島の変化 - #41 取材と落雷と - #42 プロの底力 | - #43 間に合わない - #44 暗闇に差す光 - #45 Blue Wells - #46 大至急! - #47 プレゼンバトル |

| - #48 勇気と覚悟 - #49 秋月風夏の死 - #50 どんな気持ちで - #51 最初で最後の - #52 描けない事情 | - #53 みんなの想いと涙 - #54 なんの前触れもなく - #55 はじめての - #56 七尾友 果子 - #57 弁明と写真集 |

| - #58 鉄板焼きの変 - #59 見たことない表情 - #60 水着と宣伝費 - #61 沖縄デート - #62 全裸○○ | - #63 沖縄、 夜、二人きり - #64 一夜明けて - #65 秘密の恋 - #66 意外な電話 - #67 新連載の明暗 |

| - #68 春日先生の主張 - #69 足掻いて足掻いて - #70 春日先生の想い - #71 マッカランを飲みながら - #72 それぞれの道 | - #73 アニメ製作委員会 - #74 監督としての資格 - #75 オーディション - #76 大博打! - #77 女社長からの課題 |

| - #78 ボイストレーナー - #79 双方の主張 - #80 アニメ側と原作側 - #81 バックバンド! - #82 『もっと一緒』 | - #83 15分の使い道 - #84 方言アフレコ - #85 放送日の夜 - #86 アニメの反響 - #87 サイン会と恋バナ |

| - #88 告白の翌日 - #89 縁結びの神様 - #90 島根、恋煩い - #91 若葉への返事 - #92 名探偵ふるたん | - #93 ライブin福島！ - #94 勘違いの連鎖 - #95 絵描きの気持ち - #96 覆面作家とフランス人 - #97 アマチュアの理由 |

| - #98 フランスのマンガ事情 - #99 お寿司屋事変 - #100 私の神様 - #101 新生活準備 - #102 二人で頑張る | - #103 成功の確証 - #104 英雄ジャンヌ - #105 湯けむり探偵ふるたん - #106 時代を創る - #107 いらない作家 |

| - #108 マンガ家はつらいよ - #109 ジャパンエキスポ - #110 戦う覚悟 - #111 週マガNo.1 - #112 セーヌ川のほとりで - #113 恋の宣戦布告 - #114 担当がいなくても - #115 それぞれの覚悟 - #116 人として、作家として - #117 世代交代 - 番外編 Re:マイナスしかない異世界マンガ家 |

| - #118 命を懸ける - #119 やっとここまで - #120 天才と限界 - #121 時間がねェ - #122 私の理想 | - #123 ハッピーエンド - #124 決着 - #125 剣埼組 - #126 サヨナラと、 - #127 剣埼龍之介 |